# Spice SE89C
Chronologie des modèles
Spice SE88C Spice SE90C
La Spice SE89C est une voiture de sport-prototype de deuxième génération, préparé par Spice Engineering pour la saison 1989. Conçu pour être très polyvalent, il devait pouvoir être utilisé sur les deux côtés de l'Atlantique, en tant que Groupe C, Groupe C2, GTP ou GTP Lights selon le moteur installé. Pour le Groupe C et le Groupe C2, les voitures étaient le plus souvent équipées d'un choix de moteurs Ford Cosworth, le plus souvent le DFL de 3,2 litres ou le DFZ de 3,5 litres. Parmi les moteurs utilisés dans le championnat IMSA GTP, il y avait Pontiac V8s basé sur la production, Buick V6 et même un Ferrari V8.

## Développement
Un changement dans la réglementation du groupe C, qui comprenait un abaissement du poids minimal pour les voitures à moteur à 3,5 litres atmosphérique, a fait de la classe C1 une option viable pour Spice Engineering à partir de 1989. De ce fait, la Spice SE89C a été conçu pour concourir en groupe C2 mais également en groupe C1 avec Ford Cosworth DFZ V8 dérivé du modèle concourant en F1.

## Résultats sportifs

### 1989
La Spice SE89C est engagée par Spice Engineering en groupe C1 en championnat du monde des voitures de sport. De son côté, Chamberlain Engineering resta fidèle à la classe C2 du championnat du monde des voitures de sport.
La saison du Spice Engineering ne fut pas couronnée de succès. En effet, les voitures de l'écurie passèrent le drapeau seulement à trois occasions pour 14 abandons. Chamberlain Engineering a eu plus de succès en remportant le titre C2 devant le Team Mako, PC Automotive et France Prototeam qui faisaient courir des Spice SE88C.
L'écurie France Prototeam (Graff Racing) a également fait concourir une Spice SE89C aux 24 Heures du Mans 1989. Ils finiront la course à la 19e et dernière place.
L'écurie Team Istel a elle de son côté, participé au championnat anglais de Groupe C2.

### 1990
La Spice SE89C est engagée par les écuries Chamberlain Engineering et The Berkeley Team London en championnat du monde des voitures de sport.
PC Automotive se concentrera sur le championnat anglais de Groupe C2 ainsi que les 24 Heures du Mans 1990, hors championnat cette année-la. Ils finiront les 24 Heures du Mans à la 213e position et 1re de la classe C2.
Comme pour 1989, l'écurie France Prototeam (Graff Racing) a également fait concourir une Spice SE89C aux 24 Heures du Mans 1990 et ils finiront la course en 23e position et 2e de la classe C2.

### 1991
Les années passant, les Spice SE88C voient leur activité se réduire. En effet, il n'y aura que trois apparitions de la Spice SE89C dans le championnat du monde des voitures de sport, Silverstone, Le Mans et le Nürburgring. Elles n'arrivèrent jamais à franchir la ligne d'arrivée.

### 1992
La Spice SE89C est engagée par l'écurie Chamberlain Engineering en championnat du monde des voitures de sport.Le championnat mourant à petit feu, il n'y avait que peu de participants. Dans ce contexte, Chamberlain Engineering finit le championnat C1 en 4e position et la FIA Cup en 1re position.

### 1993
La Spice SE89C ne participera qu'à deux épreuves cette année là, les 24 Heures du Mans 1993, avec le Graff Racing et Chamberlain Engineering, ainsi que les 500 km de Watkins Glen. Pour sa dernière apparition au Mans, elle finira, aux mains du Graff Racing, à une honorable 20e place.